# Đào Nguyên, Thường Đức
Đào Nguyên (tiếng Trung: 桃源县; bính âm: Táoyuán Xiàn) là một huyện thuộc địa cấp thị Thường Đức, tình Hồ Nam, Trung Quốc.

### Trấn
| - Chương Giang (漳江镇) - Tưu Thị (陬市镇) - Nhiệt Thị (热市镇) - Hoàng Thạch (黄石镇) - Tất Hà (漆河镇) - Lý Công Cảng (理公港镇) - Quan Âm Tự (观音寺镇) - Long Đàm (龙潭镇) - Tam Dương Cảng (三阳港镇) | - Tiễn Thị (剪市镇) - Trà Am Phố (茶庵铺镇) - Tây An (西安镇) - Sa Bình (沙坪镇) - Đào Hoa Nguyên (桃花源镇) - Giá Kiều (架桥镇) - Mã Tông Lĩnh (马鬃岭镇) - Lăng Tân Than (凌津滩镇) |

### Hương
| - Xa Hồ Viện (车湖垸乡) - Mộc Đường Viện (木塘垸乡) - Song Khê Khẩu (双溪口乡) - Hác Bình (郝坪乡) - Cửu Khê (九溪乡) - Hoàng Giáp Phố (黄甲铺乡) - Chung Gia Phố (钟家铺乡) - Ngưu Xa Hà (牛车河乡) - Xà Gia Bình (佘家坪乡) - Thái Dương Kiều (太平桥乡) | - Ngô Khê Kiều (浯溪河乡) - Thâm Thủy Kiều (深水港乡) - Nê Oa Đàm (泥窝潭乡) - Hưng Long Nhai (兴隆街乡) - Thái Bình Phố (太平铺乡) - Cổ Ngưu Sơn (牯牛山乡) - Dương Khê Kiều (杨溪桥乡) - Tự Bình (寺坪乡) - Trịnh Gia Dịch (郑家驿乡) - Lô Hoa Đàm (芦花潭乡) |

### Hương dân tộc
- Hương dân tộc Hồi, dân tộc Uyghur Thanh Lâm (青林回族维吾尔族乡)
- Hương dân tộc Uyghur, dân tộc Hồi Phong Thụ (枫树维吾尔族回族乡)